# Weeek
Weeek — российское коммерческое программное обеспечение для управления проектами.

## Особенности
Weeek состоит из 5 внутренних сервисов:
- Задачи — таск-менеджер. Доступно планирование и отображение задач в месячном и недельном календарях, списке, на канбан-доске и диаграмме Ганта.
- База знаний — облачное хранилище документов, аналог сервиса Notion.
- CRM — система управления взаимоотношениями с клиентами.
- Пользователи — сервис по управлению командой.
- Аналитика — сервис для контроля прогресса по сотрудникам или проектам.

Основа системы – таск-менеджер. Основная сущность — задача, которой можно присвоить тип, дату, исполнителя, приоритет, теги, подзадачи. Доступны поля для открытого ввода, где можно описывать суть задачи, прикреплять файлы, добавлять комментарии, упоминать других пользователей.
Сервис используется для поддержки методологии управления проектами Agile, интерфейс позволяет организовывать Scrum-спринты и Канбан-доски, строить дорожные карты.
Поддерживает интеграции с онлайн-календарями Google, Яндекс, Apple и приложениями Google Документами и Таблицами, Miro, Figma, Airtable. Доступен перенос данных из  и Notion.
Серверы сервиса находятся на территории России — в Санкт-Петербурге и Москве (Reg.ru и Selectel).

## Платформы
Сервисом можно пользоваться в веб-версии, в десктоп-версиях для Windows и MacOS, а также через мобильные приложения для Android и iOS.
Модели обслуживания:
- SAAS;
- коробочное решение с возможностью установки на локальный сервер (для компаний от 100 человек);
- Гибридное SAAS, которое сочетает пользование облачным сервисом и хранение данных на локальном сервере.

## История
Первый прототип Weeek был создан как внутренняя CRM-система для команды диджитал-агентства. В 2017 году он был переписан на языке PHP и опубликован в открытый доступ под торговой маркой «WEEEK».
В 2020 году фронтенд программы был переписан на фреймфорке Vue.js, а в проект были привлечены ангельские инвестиции.
В 2019 году компания запустила подкаст «Потом доделаю» на тему управления временем и проектами.
В октябре 2023 года включён в Единый реестр российских программ для электронных вычислительных машин и баз данных (реестр отечественного ПО).